# Hohenfelde (Kreis Plön)
Hohenfelde település Németországban, Schleswig-Holstein tartományban. Lakosainak száma 1016 fő (2023. december 31.).

## A településrészek
A településhez tartozik Grünberg, Hoffeld, Krummsiek, Malmsteg, Monkamp, Mühlenau és Radeland.

## Galéria

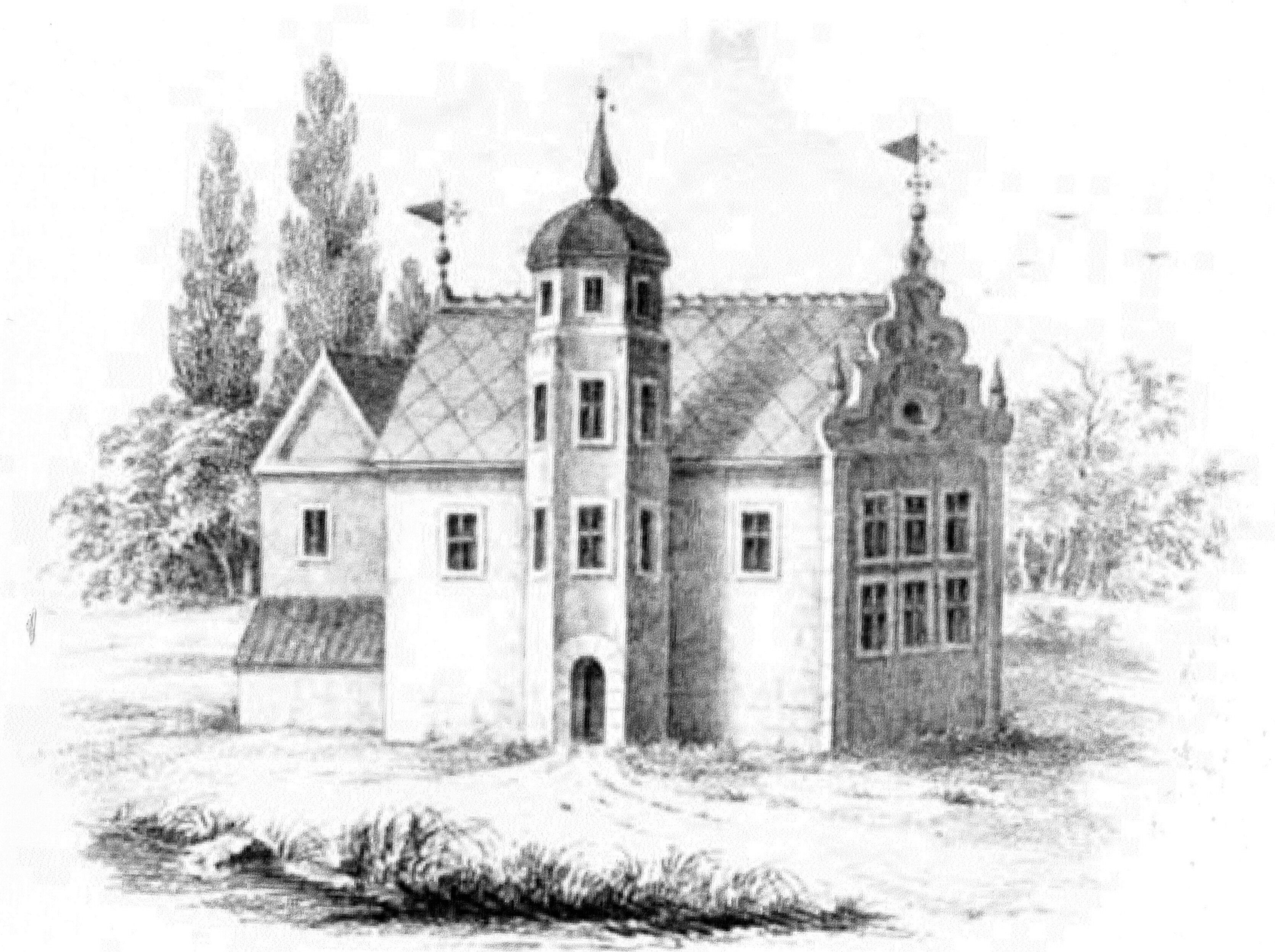
Das ehemalige Herrenhaus Hohenfelde
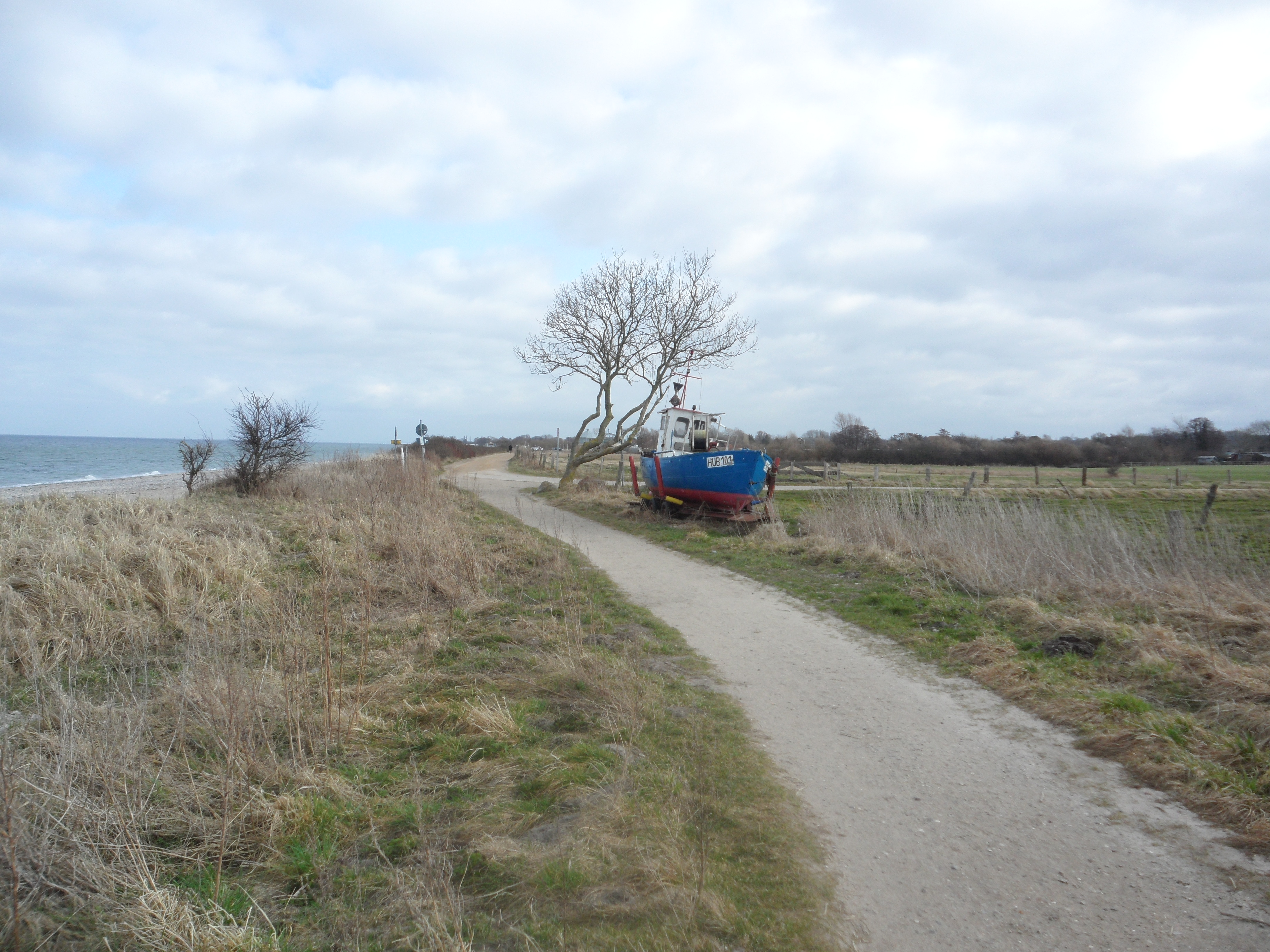
Fischerboot am Strand von Hohenfelde
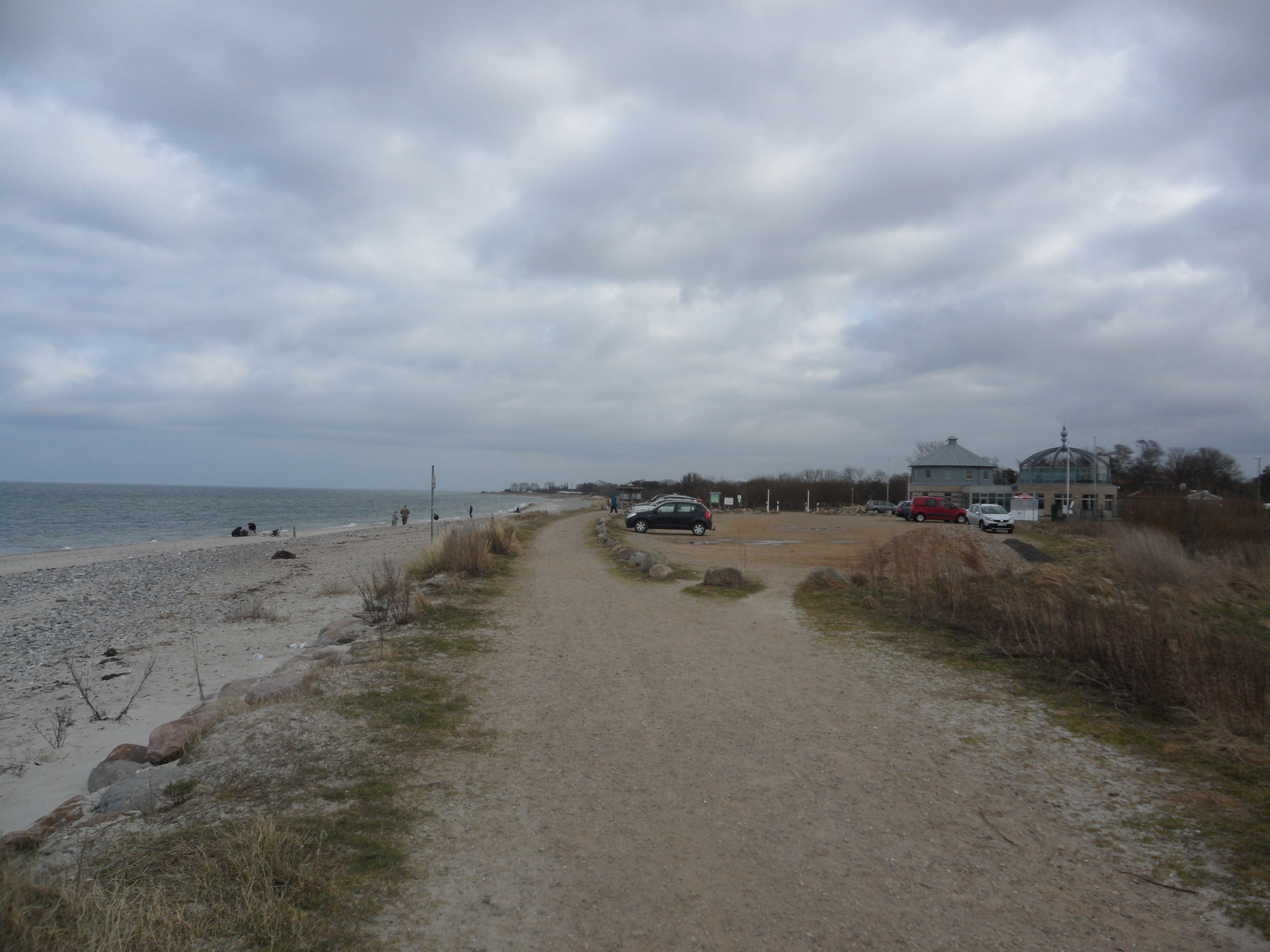
Strand von Hohenfelde
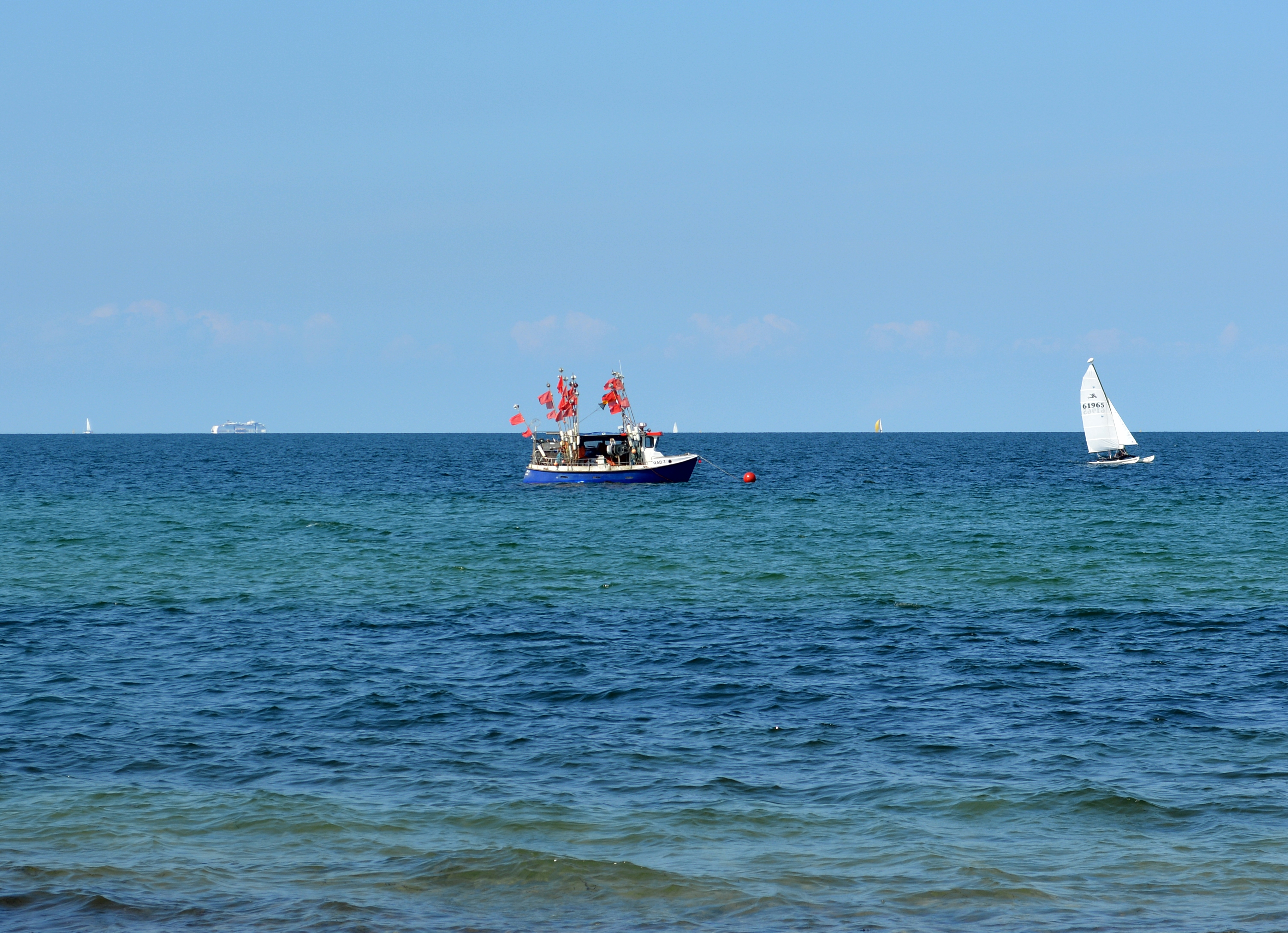
Der Hohenfelder Fischer
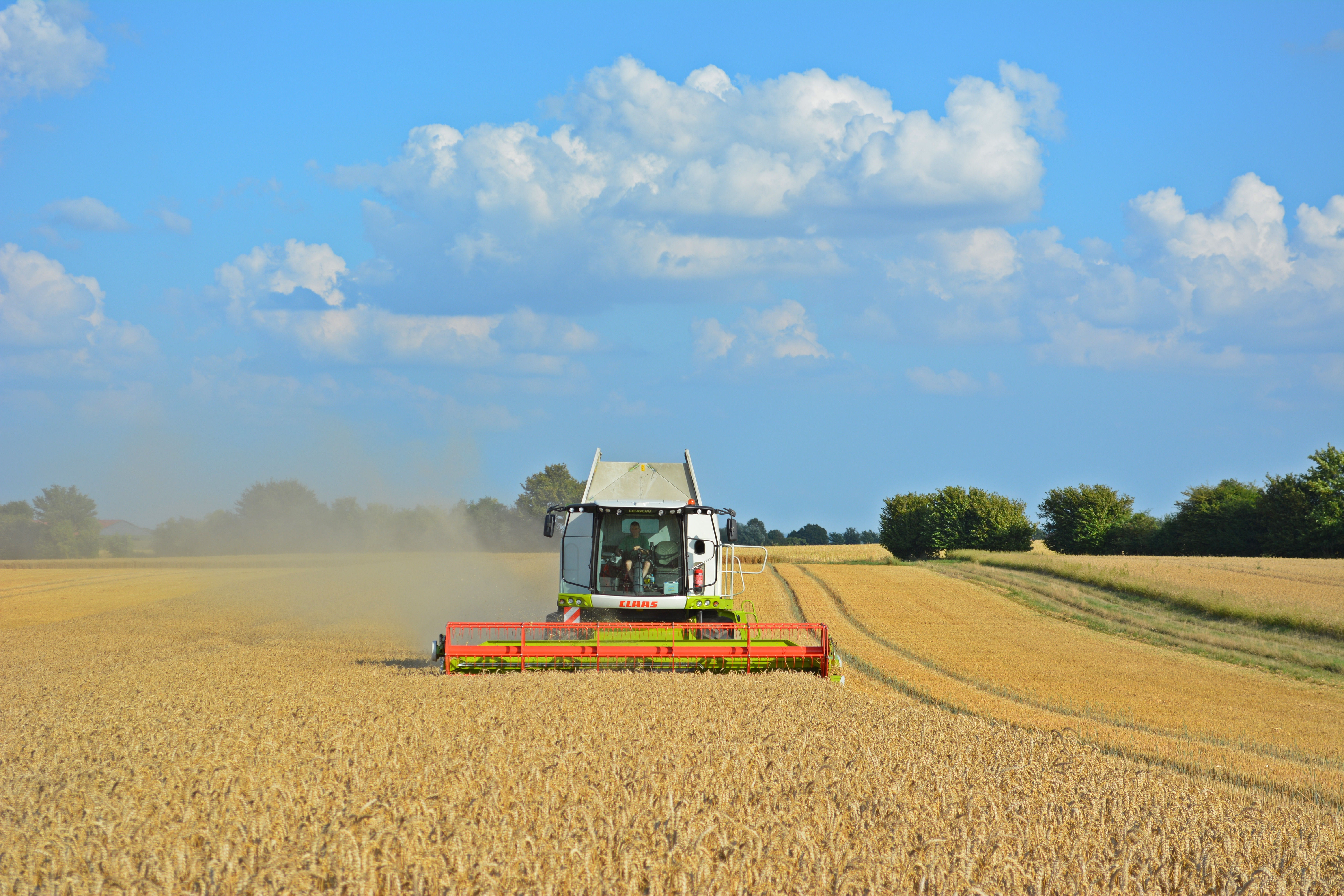
Weizenernte in Hohenfelde
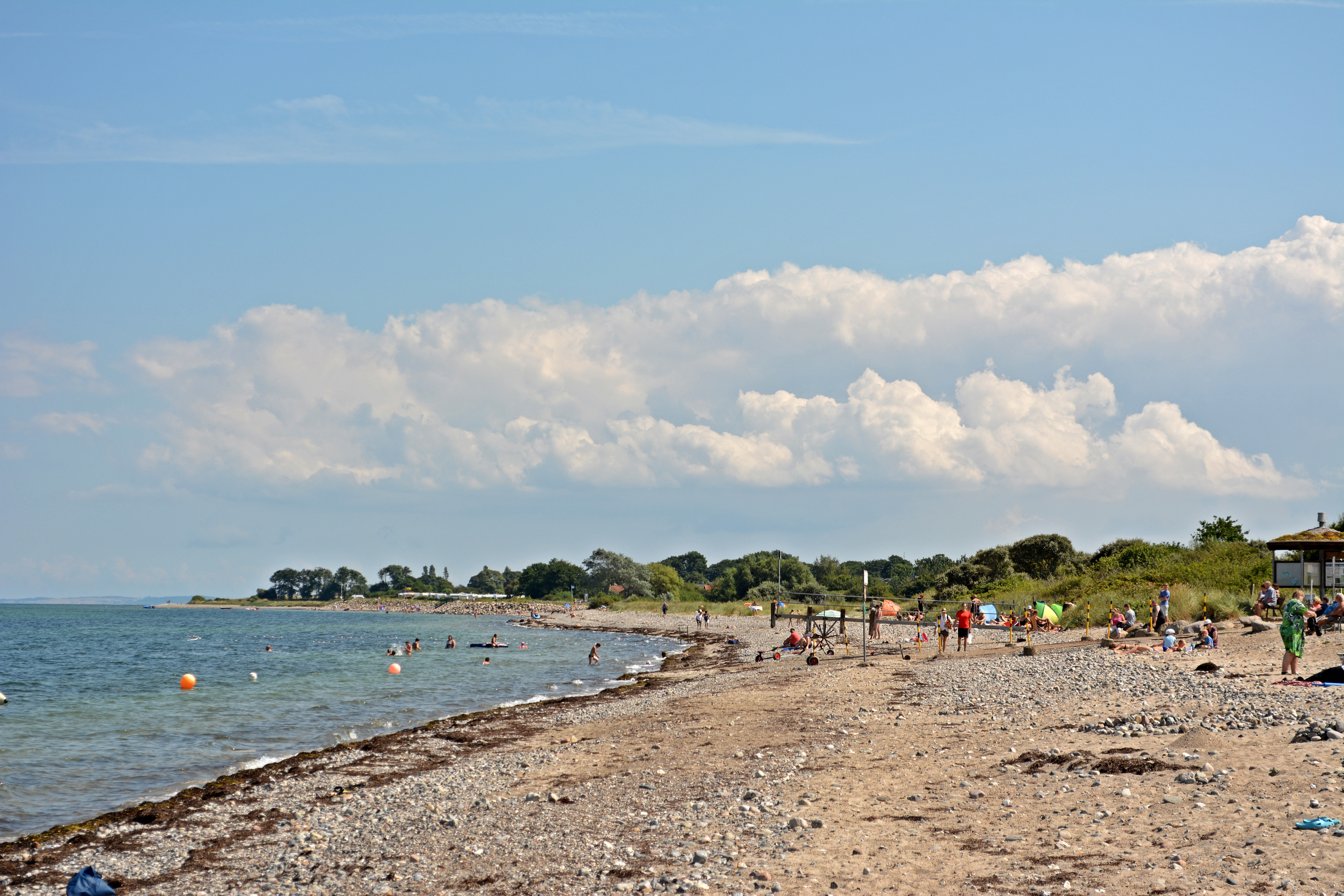
Ostseestrand von Hohenfelde
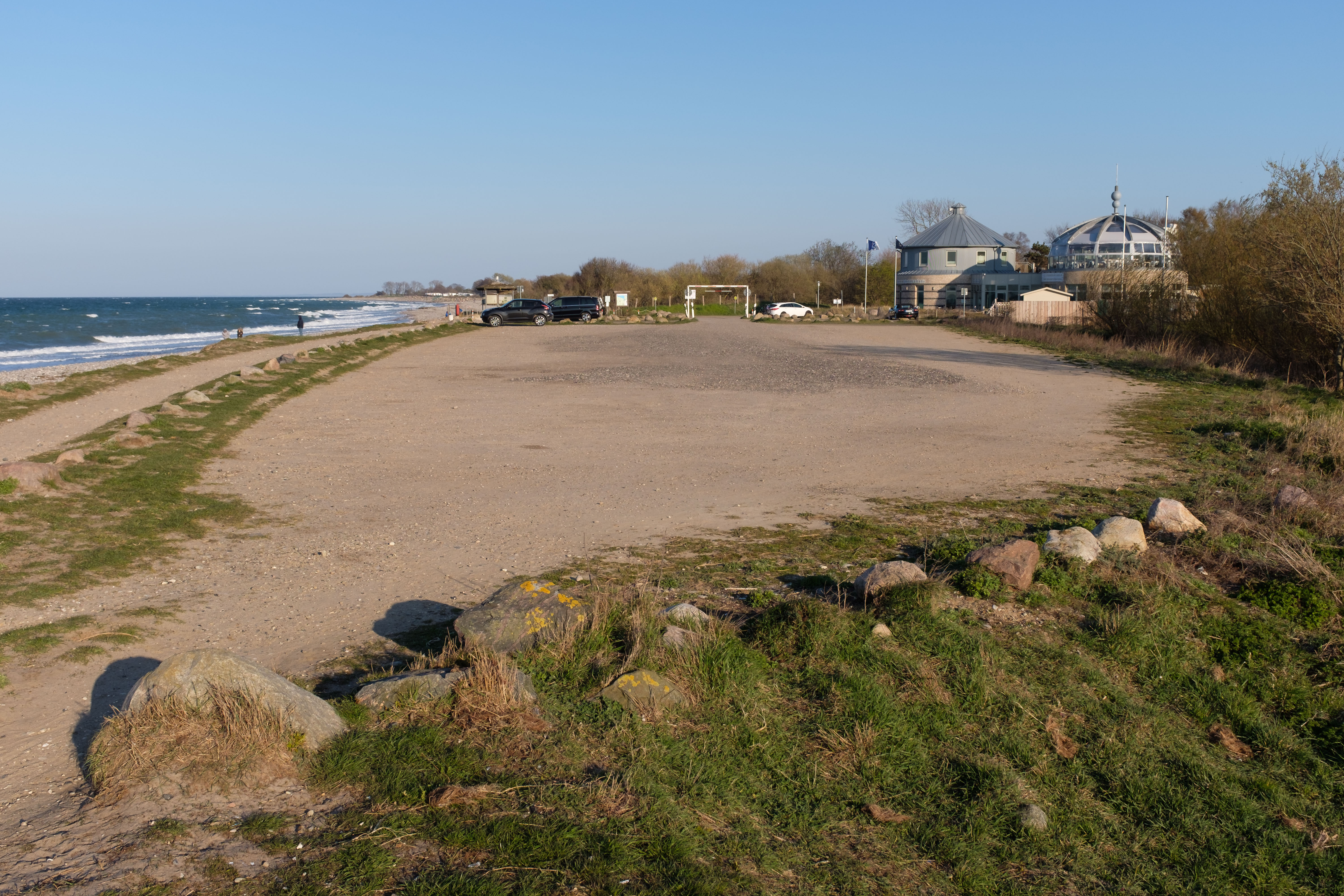
Kostenloser Strandparkplatz in Hohenfelde

## Népesség
A település népességének változása:
| Lakosok száma | 703  | 1044 | 1030 | 1019 | 1042 | 1016 |
|               | 1975 | 2017 | 2019 | 2021 | 2022 | 2023 |